# Варфоломеев, Валерий Владимирович
Валерий Владимирович Варфоломеев (род. 13 августа 1971, Владивосток, Приморский край, РСФСР, СССР) — российский военный деятель, контр-адмирал (2015), Герой Российской Федерации (2017).

## Биография
Родился 13 августа 1971 года во Владивостоке в русской семье. Отец — военный моряк, был командиром стратегической атомной подводной лодки К-236 проекта 667А.
Учился в средней школе, а после 8-го класса поступил в Ленинградское Нахимовское военно-морское училище. После окончания училища в 1988 году поступил на службу в Военно-Морской Флот.
В 1993 году окончил Высшее военно-морское училище подводного плавания имени Ленинского комсомола, после чего получил направление на службу на атомную подводную лодку с пунктом базирования в Западной Лице (Мурманская область).
В июне 1993 года назначен командиром группы управления минно-торпедной боевой части, а в феврале 1994 года — командиром торпедной группы минно-торпедной боевой части АПЛ Б-502 11-й дивизии подводных лодок Северного флота. С сентября 1994 года занимал пост командира минно-торпедной боевой части, а с января по октябрь 1997 года был помощником командира АПЛ К-410 «Смоленск». В 1998 году окончил Высшие специальные офицерские классы ВМФ. С июля 1998 года был помощником командира, с апреля 2000 года — старшим помощником командира, а с мая 2004 года по сентябрь 2007 года находился на должности командира АПЛ К-266 «Орёл». Выходил в море на АПЛ К-141 «Курск», на борту госпитального судна «Свирь» был на месте гибели подлодки.
В 2009 году окончил Военно-морскую академию имени Адмирала Флота Советского Союза Н. Г. Кузнецова. В июне того же года стал заместителем командира 11-й дивизии подводных лодок, а в мае 2013 года — командиром 339-й отдельной бригады строящихся и ремонтирующихся подводных лодок Беломорской военно-морской базы СФ.
В декабре 2014 года капитан 1-го ранга Варфоломеев был назначен на должность командира 11-й дивизии подводных лодок. Одновременно стал начальником Заозёрского гарнизона. Дивизия под командованием Варфоломеева неоднократно входила в число лучших соединений Северного флота.
11 декабря 2015 года получил звание контр-адмирала. Служил в оперативно важных районах Мирового океана, а также принял участие в военной операции России в Сирии.

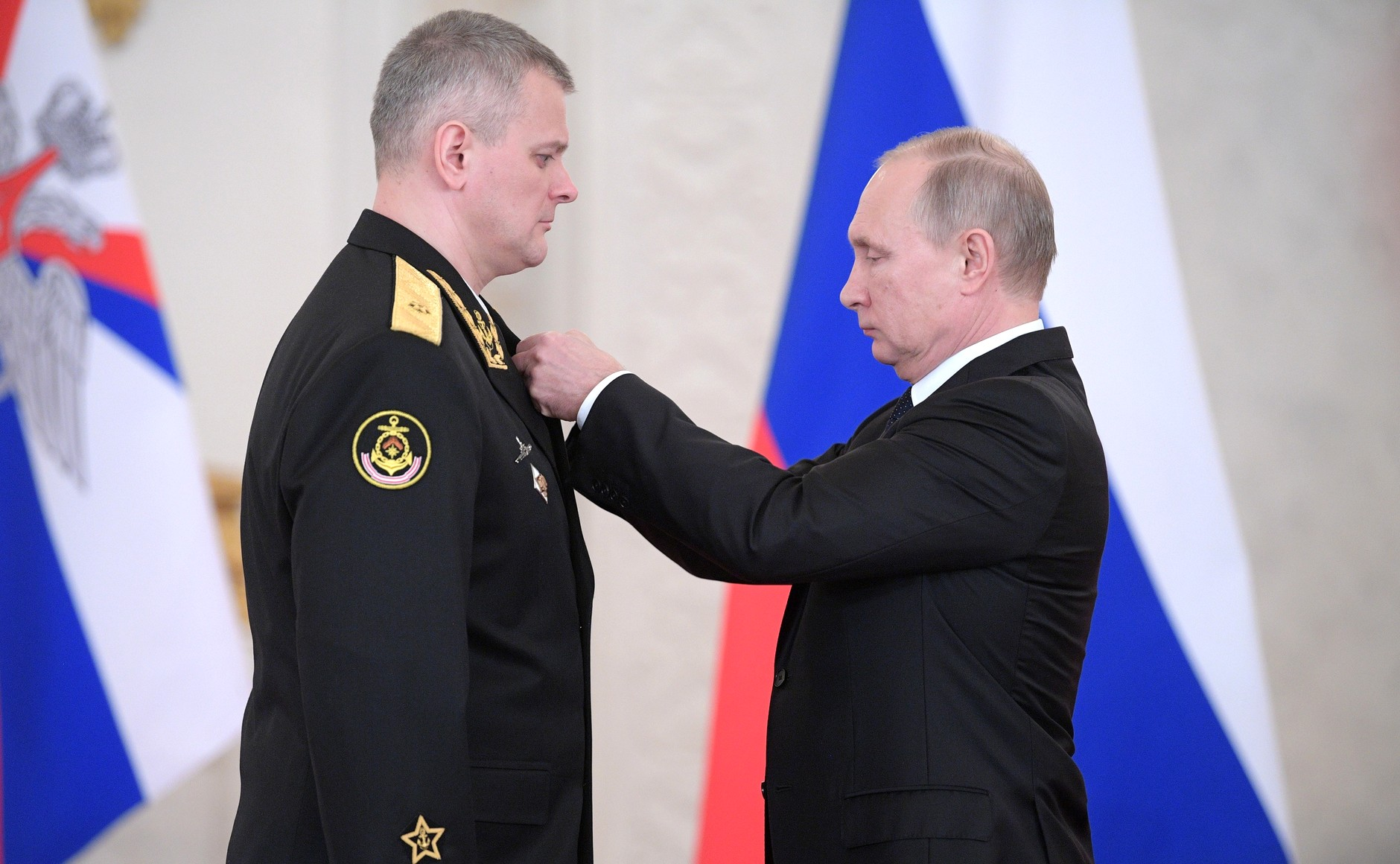
Варфоломеев и Путин, Кремль, 2017 год

С сентября 2018 года по июнь 2020 года — слушатель факультета национальной безопасности и обороны государства Военной академии Генерального штаба Вооружённых Сил Российской Федерации.
С августа 2020 года — заместитель командующего подводными силами Тихоокеанского флота ВМФ РФ.
В феврале 2023 года — начальник штаба объединённого командования войск и сил на Северо-Востоке России.

## Награды
- Звание «Герой Российской Федерации» с вручением медали «Золотая Звезда» (19 октября 2017, указом президента России) — «за героизм и мужество, проявленные при исполнении воинского долга»[1][15][16]. Награда вручена президентом России Владимиром Путиным 28 декабря 2017 года на торжественной церемонии в Георгиевском зале Большого Кремлёвского дворца в Москве[17].
- Медаль ордена «За заслуги перед Отечеством» 2-й степени, другие медали[1], в том числе «Столетие подводных сил России»[2][5].
- Именные часы от губернатора Архангельской области (2013)[18][19].